# Formica polyctena
Formica polyctena é uma espécie de formiga da família Formicidae. Pode ser encontrada na Áustria, Bélgica, Bulgária, República Checa, Finlândia, França, Alemanha, Hungria, Itália, Letónia, Lituânia, Holanda, Noruega, Polónia, Roménia, Rússia, Sérvia e Montenegro, Eslováquia, Espanha, Suécia, Suíça e Ucrânia.
Foi publicado do periódico holandês Behaviour que estas formigas possuem a capacidade de contar, somar e subtrair para localizar seu alimento.